# کارولین دوتی
کارولین دوتی (انگلیسی: Caroline Doty؛ زادهٔ ۱۵ اوت ۱۹۸۹) بازیکن بسکتبال اهل ایالات متحده آمریکا است.